# De Alchemist (stripreeks)
De Alchemist is een stripreeks van de hand van scenarioschrijver Hubert Boulard en tekenaar Hervé Tanquerelle. De tekeningen zijn ingekleurd door de scenarioschrijver.
Het eerste deel kwam in het Frans uit in 2002 bij uitgeverij Glénat. In het Nederlands kwam het eerste deel uit in 2003 bij uitgeverij Toog. De reeks was deel van de collectie Blauw.

## Albums
In het Nederlands zijn vooralsnog drie van de vijf albums verschenen: